# Vztahy Irák–Izrael
Irácko-izraelské vztahy se týkají bilaterálních vztahů mezi státem Izrael a Iráckou republikou. Kvůli neuznání Izraele Irákem jako legitimního státu od jeho vzniku v roce 1948 nemají oba státy žádné formální diplomatické vztahy. Irák byl součástí arabské koalice, která krátce po vzniku Izraele napadla tento stát, čímž začala arabská-izraelská válka v roce 1948. Od té doby jsou oba státy v neustálém konfliktu. Irácké síly se rovněž podílely na šestidenní válce a jomkipurské válce v letech 1967 a 1973.
V roce 1981 provedl Izrael operaci Opera, při které izraelské letectvo bombardovalo a zničilo irácký jaderný reaktor Osirak ve výstavbě v Tuwaithě, nedaleko Bagdádu. Tento reaktor byl již dříve napaden a částečně poškozen Íránem během operace Scorch Sword v roce 1980, v průběhu íránsko-irácké války. Během války v Zálivu v letech 1990–1991 Irák podnikl raketovou kampaň proti Izraeli, při které vypustil 42 modifikovaných raket Scud (označených Al-Hussein) na izraelská města. Cílem bylo vyprovokovat Izrael k odvetným útokům a potenciálně ohrozit mezinárodní koalici proti Iráku, která měla silnou podporu i ze strany muslimských zemí. Izrael však na irácké raketové útoky neodpověděl, a to díky americkému tlaku. Irák neuspěl při získávání podpory pro okupaci Kuvajtu.
Všechny irácké pasy jsou neplatné pro cestování do Izraele, a izraelské pasy jsou rovněž neplatné pro vstup do Iráku. Spolu s dalšími arabskými a muslimskými zeměmi je Irák považován za nepřátelský stát podle izraelského práva, a izraelské občany mohou navštívit Irák pouze na zvláštní povolení vydané izraelským ministerstvem vnitra.

## Po roce 2003
V roce 2003 svržení irácké vlády koalicí USA a Velké Británie podporoval i Izrael, který podle některých informací vyzýval k invazi a poskytoval zpravodajské informace o iráckém programu zbraní hromadného ničení. Někteří američtí představitelé však tvrdili, že Izrael válku přímo nepodporoval a spíše se soustředil na Írán.
Irák v průběhu let opakovaně odsoudil Izrael, včetně kritiky izraelských operací v Gaze. V roce 2022 přijal irácký parlament zákon, který zakazuje normalizaci vztahů s Izraelem, a to i pro zahraniční společnosti a jednotlivce.
V roce 2023 zahájil Islámský odpor v Iráku vojenské operace proti Izraeli, včetně útoků drony a raketami na izraelská města. Izrael v roce 2024 naznačil možnost vojenské reakce na tyto útoky, což vyvolalo diplomatické napětí, a Irák požádal o mimořádnou schůzku Arabské ligy kvůli hrozbám od Izraele.

## Vojenská hrozba Izraele pro Irák v roce 2024
V listopadu 2024 začaly izraelské zpravodajské kanály informovat, že Izrael může zaměřit své vojenské akce na Islámský odpor v Iráku, který vedl kampaň proti Izraeli během válek v Gaze a Libanonu. Neidentifikovaní úředníci údajně uvedli, že satelity monitorovaly přepravu balistických raket a souvisejícího vybavení z Íránu do Iráku.
Dne 19. listopadu Izrael zaslal dopis Radě bezpečnosti OSN, v němž tvrdil své právo na sebeobranu proti Islámskému odporu v Iráku v reakci na jeho vojenské akce proti Izraeli během válek v Gaze a Libanonu. Irácký premiér Mohammed Šíá al-Sudání varoval, že tento dopis by mohl sloužit jako záminka pro útok na Irák a podpořit snahy Izraele rozšířit válku v regionu.
Hrozba ze strany Izraele vedla iráckou vládu k vydání prohlášení, v němž uvedla, že podnikne všechny potřebné diplomatické a vojenské kroky k ochraně své suverenity. Dne 21. listopadu irácká vláda požádala o mimořádnou schůzku Rady Arabské ligy, aby projednala hrozbu od Izraele, která by mohla vést k eskalaci agrese v regionu.